# Indische sering
De Indische sering of kralenboom (Melia azedarach) is een plant uit de familie Meliaceae. Het is een tot 15 m hoge boom met een losse kroon met krachtige twijgen. De 20-40 cm lange, afwisselend geplaatste bladeren zijn dubbelgeveerd. De deelblaadjes van de tweede orde zijn tot 8 cm lang en hebben een grofgezaagde rand.
De bloemen verschijnen meestal tegelijk met de bladeren. Ze groeien in losse, tot 30 cm lange pluimen, die geuren naar seringen. De afzonderlijke bloemen zijn 2 cm breed en bestaan uit vijf bleeklila kroonbladeren en een donker roodviolette buis van meeldraden in het midden van de bloem. De vruchten zijn goudgeel, bolvormig, 1,5 cm groot, giftig en bevatten een harde pit. Ze blijven na het uitvallen van de bladeren aan de boom hangen en worden dan langzaam rimpelig.
De Indische sering komt oorspronkelijk voor in Azië en Australië. Elders is de boom in warme en warm-gematigde gebieden ingeburgerd.
De plant wordt veel toegepast in de volksgeneeskunde. Gomhars en zaadolie zijn enkele van de stoffen die medicinaal worden toegepast. Van het roodachtige hout worden meubels en muziekinstrumenten gemaakt. De pitten van de vruchten worden gebruikt als kralen voor het vervaardigen van sieraden en gebedskettingen. Een aftreksel van de bladeren wordt gebruikt om sprinkhanen op afstand te houden.

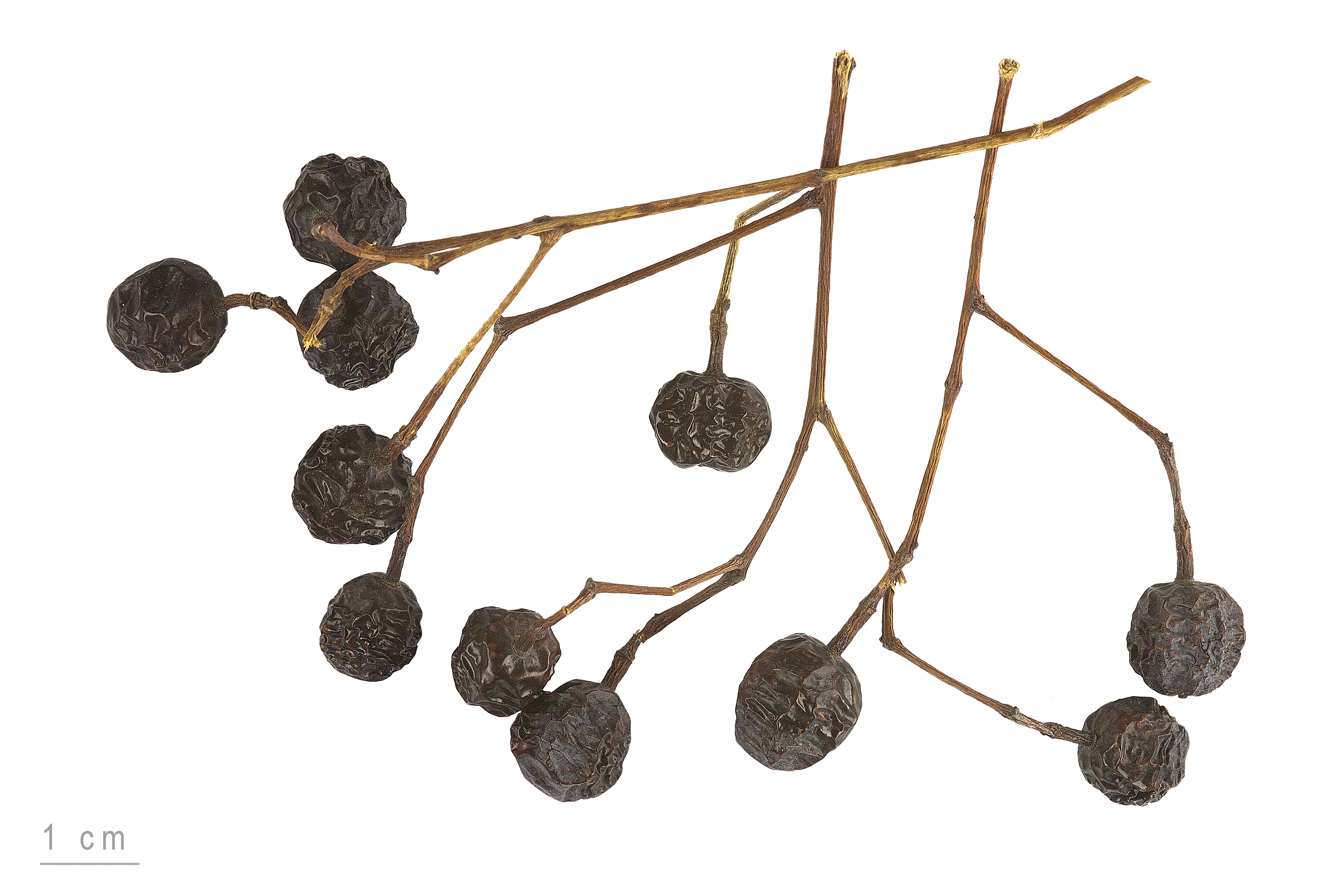
Melia azedarach

## Trivia
De Indische sering komt voor in het boek Jurassic Park van Michael Crichton alsmede in de verfilming van Steven Spielberg. In het verhaal treedt er een vergiftiging op bij een stegosaurus (in de film bij een triceratops) die door Ellie Satler in eerste instantie wordt toegeschreven aan de Indische sering.